# Arne Ileby
Arne Ileby (Fredrikstad, 2 dicembre 1913 – Fredrikstad, 25 dicembre 1999) è stato un calciatore norvegese, di ruolo attaccante.

## Carriera

### Club
Ileby giocò l'intera carriera con i club con la maglia del Fredrikstad. Vinse, con questa squadra, quattro coppe nazionali e due campionati.

### Nazionale
Ileby giocò una partita per la Norvegia: fu infatti schierato titolare nella sconfitta per tre a due contro la Svezia, in data 17 settembre 1939. Fece però parte della squadra che vinse il bronzo olimpico a Berlino 1936 e che, due anni dopo, partecipò al campionato del mondo 1938: non scese mai in campo in nessuna delle due manifestazioni.

## Palmarès

### Club

#### Competizioni nazionali
- Coppa di Norvegia: 4

Fredrikstad: 1935, 1936, 1938, 1940
- Campionato norvegese: 2

Fredrikstad: 1937-1938, 1938-1939

### Nazionale
- Bronzo olimpico: 1

Berlino 1936